# Тернбулл, Дэвид (футболист)
Дэвид Тернбулл (англ. David Turnbull; 10 июля 1999) — шотландский футболист, полузащитник клуба «Кардифф Сити» и сборной Шотландии.

## Клубная карьера
С пятилетнего возраста играл за детскую футбольную команду «Ньюмейнз Хаммерс». Там его выступления заметили скауты «Селтика», «Рейнджерс», «Мотеруэлла» и ряда английских клубов, но в 2009 году девятилетний Дэвид стал игроком молодёжной академии шотландского клуба «Мотеруэлл». В 2016 году Тернбулл помог «Мотеруэллу» выиграть Молодёжный кубок Шотландии.
10 февраля 2018 года Тернбулл дебютировал в основном составе «Мотеруэлла» в матче против «Данди» в рамках Кубка Шотландии. 8 мая 2018 года Дэвид дебютировал в шотландском Премьершипе (высший дивизион чемпионата Шотландии), выйдя в стартовом составе в матче против «Партик Тисл».
31 октября 2018 года Тернбулл забил свой первый гол за «Мотеруэлл» в матче против «Сент-Миррена». В январе 2019 года Дэвид подписал новый контракт с клубом до лета 2021 года. Всего в сезоне 2018/19 он забил в лиге 15 мячей. Тернбулл был номинирован на звание молодого игрока года по версии футболистов ШПФА, однако эту награду в итоге выиграл Райан Кент. Тернбулл, однако, выиграл другую награду — Молодой игрок года по версии Шотландской ассоциации футбольных журналистов, став первым игроком «Мотеруэлла», удостоившимся этой награды после Джеймса Макфаддена в 2002 году.
В июне 2019 года «Мотеруэлл» согласовал трансфер Дэвида Тернбулла в «Селтик» за рекордную для клуба сумму в размере 3,25 млн фунтов. Сообщалось, что «Мотеруэлл» принял трансферные предложения «Селтика» и английского клуба «Норвич Сити», однако сам футболист выбрал глазгианский клуб. Однако сделка по его переходу сорвалась после прохождения медицинского обследования, так как выяснилось, что Дэвиду требуется операция на колене. Из-за операции и последующего восстановления шотландец пропустил первую половину сезона 2019/20.
21 августа 2021 года сделал хет-трик в матче шотландского Премьершипа против клуба «Сент-Миррен».

## Карьера в сборной
Тернбулл выступал за сборные Шотландии до 16, до 19, до 20 лет и до 21 года. 
19 мая 2021 года был включён главным тренером сборной Шотландии Стивом Кларком в официальную заявку Евро-2020, а также для участия в товарищеских матчах против сборных Нидерландов (2 июня) и Люксембурга (6 июня). 2 июня 2021 года дебютировал в главной сборной Шотландии в матче против Нидерландов, выйдя в стартовом составе.

## Достижения

### Командные достижения
Селтик
- Чемпион Шотландии: 2021/22
- Обладатель Кубка Шотландии: 2019/20
- Обладатель Кубка шотландской лиги: 2021/22

### Личные достижения
- Молодой игрок года по версии Шотландской ассоциации футбольных журналистов: 2018/19
- Молодой игрок года по версии футболистов ШПФА: 2020/21
- Член «команды года» в Премьершипе по версии ШПФА: 2020/21
- Лучший игрок года в составе ФК «Мотеруэлл»: 2018/19
- Лучший игрок года в составе ФК «Селтик»: 2020/21